# Зенн, Райнхольд
Райнхольд Зенн (нем. Reinhold Senn; 6 декабря 1936, Имст, Австрия) — австрийский саночник, выступавший за сборную Австрии в 1960-х годах. Принимал участие в зимних Олимпийских играх 1964 года в Инсбруке и выиграл серебряную медаль в программе парных мужских заездов.
На чемпионате мира 1961 года в Гиренбаде Райнхольд Зенн выиграл две бронзовые медали, одну в программе мужских одиночных заездов, вторую — парных. В 1967 году, выступив на чемпионате Европы в Кёнигзее, был удостоен серебряной награды — за состязания между мужскими двойками.